# Smif-n-Wessun
Smif-N-Wessun är en hiphopduo från New York med gruppmedlemmarna Tekomin Williams (Tek) and Darrell Yates (Steele). De har samarbetat med den svenske rapparen Ken Ring.

## Diskografi

### Studioalbum
- 1995 – Dah Shinin'
- 1998 – The Rude Awakening (som Cocoa Brovaz)
- 2005 – Smif 'N' Wessun: Reloaded
- 2007 – Smif-N-Wessun: The Album
- 2011 – Monumental (samarbete med Pete Rock)

### EP
- 2013 - Born and Raised

### Singlar
- 1994 - Bucktown / Let's Git It On
- 1995 - Sound Bwoy Bureill
- 1995 - Wontime / Stand Strong
- 1995 - Wrekonize / Sound Bwoy Bureill
- 2005 - Crystal Stair / Swollen Tank
- 2005 - Timbz Do Work / Reloaded
- 2005 - Like a Champion / You Know (Smif-n-Wessun / Phil the Agony)
- 2010 - Prevail (Pete Rock & Smif-n-Wessun)
- 2011 - That's Hard (Pete Rock & Smif-n-Wessun)
- 2011 - Monumental (Pete Rock & Smif-n-Wessun)
- 2013 - Wrektime

### Samlingsalbum
- 2004 - Still Shinin'